# Vodopija
Vodopija (lat. Cichorium) je manji biljni rod iz porodice glavočika, kojemu pripada sedam priznatih vrsta. jednogodišnjeg i dvogodišnjeg raslinja i trajnica, poglavito raširenih na području Mediteranskih zemalja Europe, Azije i Afrike.
Latinsko ime roda dolazi od grčkog kio (idem) i chorion (polje), a odnosi s na stanište gdje raste.
U Hrvatskoj su poznate vrste zimska i divlja vodopija. Radič (ponekad i radić), koji se koristi kao salata pripada vrsti C. intybus, a njegov znanstveni naziv je C. i. convar foliosum (sin. C. i. var. foliosum)

## Vrste
1. Cichorium bottae Desf.
2. Cichorium calvum Sch. Bip. ex Aschers.
3. Cichorium endivia L. zimska vodopija
4. Cichorium glandulosum Boiss. & Huet
5. Cichorium intybus L. divlja vodopija
6. Cichorium pumilum Jacq.
7. Cichorium spinosum L.